# Combate (canal de televisão)
Combate é uma marca brasileira de conteúdo especializada em esportes de luta distribuída via operadoras de TV por assinatura em sistema de pay-per-view.
O canal exibiu até 2022, todos os eventos do UFC ao vivo, bem como todos os programas especiais da maior organização de lutas do planeta. Após o Grupo Globo decidir não renovar o contrato com a organizadora do UFC e a mesma decidir fechar um acordo com a Rede Bandeirantes, buscando lançar no Brasil um serviço próprio de PPV a partir de 2023, as lutas e os programas do UFC deixam a grade do canal. Mesmo assim, o canal segue exibindo alguns dos importantes eventos dos esportes de luta do mundo.
Além da TV, a marca Combate também é referência de notícias dos esportes de luta na web, com o Combate.com. Desde 2015, seus assinantes também contam o serviço Combate Play, pelo qual podem assistir todo o acervo do canal e eventos ao vivo onde e quando quiserem por tablets, notebooks, PCs e/ou aparelhos de celular. Em 2018, o Combate Play também passou a ser disponibilizado para assinatura pela Globo.com via cartão de crédito ou débito em conta sem necessidade de ter uma operadora.

## Direitos de transmissão
Kickboxing
- WGP Kickboxing
- Glory

MMA
- ONE Championship
- Bellator MMA
- Jungle Fight
- LFA
- PFL
- Invicta FC
- KSW
- Rizin FC

Outras modalidades
- Muay Thai
- Boxe
- Judô
- Jiu-Jitsu

## Jornalistas do canal
- Rhoodes Lima - Narrador
- Luiz Felipe Prota - Narrador
- Bernardo Edler - Narrador
- Ana Hissa - Comentarista
- Daniel Fucs - Comentarista
- Fabrício Werdum - Comentarista
- Luciano Andrade - Comentarista